# Diacanthodis
Diacanthodis is een geslacht van rechtvleugeligen uit de familie sabelsprinkhanen (Tettigoniidae). De wetenschappelijke naam van dit geslacht is voor het eerst geldig gepubliceerd in 1870 door Walker.

## Soorten
Het geslacht Diacanthodis omvat de volgende soorten:
- Diacanthodis formidabilis Serville, 1838
- Diacanthodis granosa Brunner von Wattenwyl, 1895